# Günter Ziegler

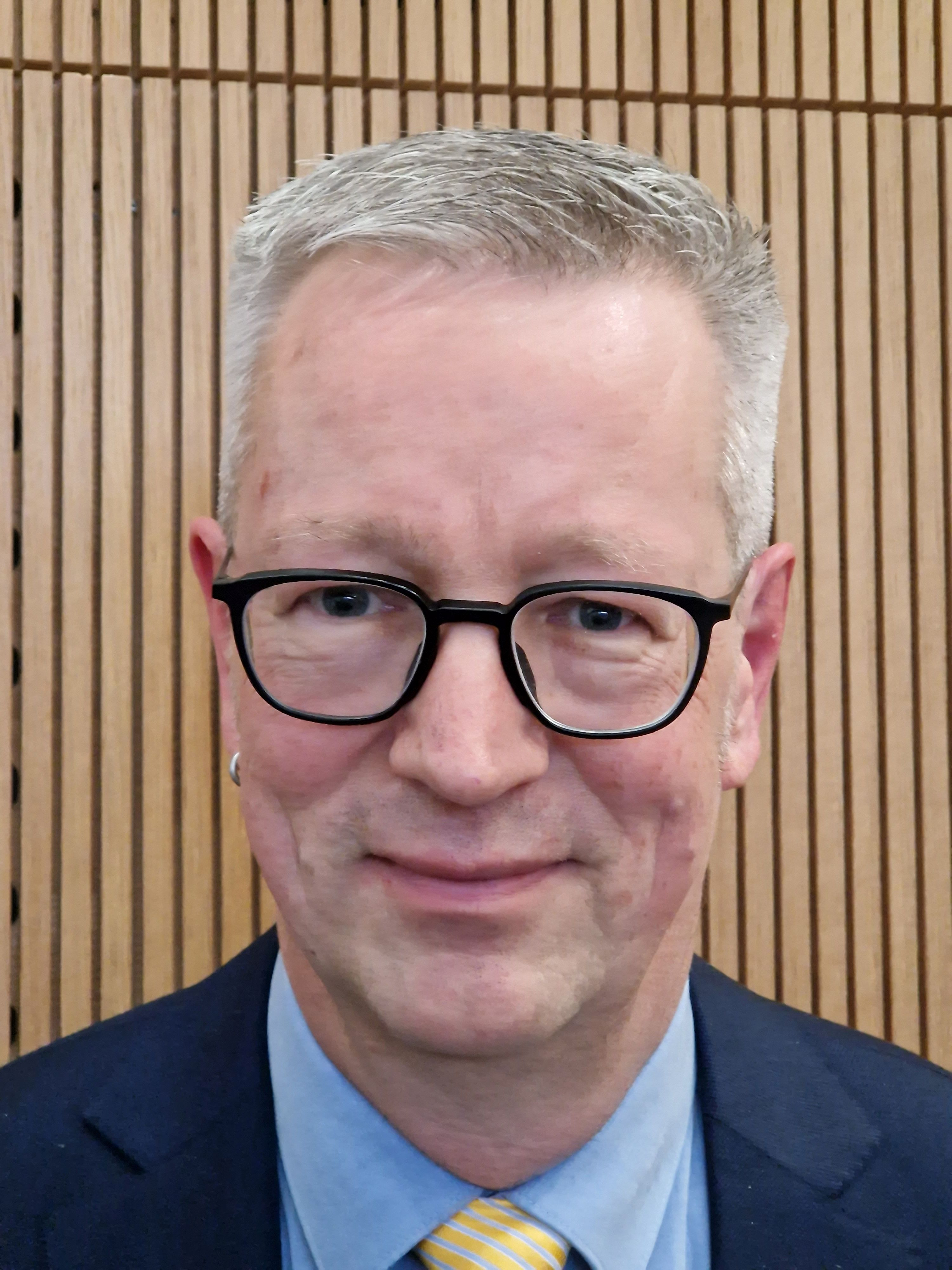
Günter Ziegler, 2023

Günter Matthias Ziegler (* 19. Mai 1963 in München) ist ein deutscher Mathematiker und Präsident der Freien Universität Berlin.

## Leben
Ziegler begann nach dem Abitur 1981 am Ernst-Mach-Gymnasium in Haar mit dem Studium der Mathematik und Physik an der Ludwig-Maximilians-Universität München. Nach drei Jahren am Massachusetts Institute of Technology (MIT) in Cambridge (1984 bis 1987) wurde er 1987 am MIT bei Anders Björner mit der Arbeit Algebraic Combinatorics of Hyperplane Arrangements promoviert. Er war von 1987 bis 1991 wissenschaftlicher Assistent von Martin Grötschel an der Universität Augsburg und schloss 1991 bis 1992 ein Forschungsjahr auf dem Gebiet der Kombinatorik am Mittag-Leffler-Institut im schwedischen Djursholm an. Im Jahre 1992 wurde er an der Technischen Universität Berlin habilitiert; von 1992 bis 1994 arbeitete er (gemeinsam mit Martin Grötschel) als Leiter der Abteilung „Kombinatorische Optimierung“ am Konrad-Zuse-Zentrum für Informationstechnik Berlin und als Privatdozent an der TU Berlin. Von 1995 bis 2011 war er Professor für Mathematik an der TU Berlin, seit 2011 ist er als Professor für Mathematik an der FU Berlin tätig.
Von 1993 bis 2000 war Ziegler als Dozent des DFG-Graduiertenkollegs „Algorithmische Diskrete Mathematik“ und zwischen 2000 und 2005 als Dozent des europäischen Graduiertenkollegs „Combinatorics, Geometry, and Computation“ tätig. In dieser Zeit, im Jahre 2001, erhielt er den höchstdotierten deutschen Wissenschaftspreis, den Gottfried-Wilhelm-Leibniz-Preis. Seit 2006 ist Ziegler Sprecher des Graduiertenkollegs „Methods for Discrete Structures“. 2006 und 2007 war er Sprecher der Graduiertenschule Berlin Mathematical School, seitdem ist er stellvertretender Sprecher. Er ist außerdem Mitglied des DFG-Forschungszentrums Matheon und der Deutschen Akademie der Technikwissenschaften (Acatech).
Am 2. Mai 2018 wurde er im erweiterten akademischen Senat der Freien Universität Berlin mit 39 von 61 abgegebenen Stimmen als Nachfolger von Peter-André Alt zum Präsidenten der Hochschule gewählt.
Am 16. Februar 2022 ist er für weitere vier Jahre wiedergewählt worden. In der Sitzung des erweiterten Akademischen Senats (eAS) erhielt er im ersten Wahlgang 46 von 61 abgegebenen Stimmen.
Er ist Mitglied des Kuratoriums der Margot Friedländer Stiftung.

## Werk
Ziegler arbeitet an Problemen der diskreten Mathematik, insbesondere der diskreten Geometrie und der Topologie von diskreten Strukturen, sowie zu Fragen der linearen und diskreten Optimierung.
Von 1997 bis 2000 war Ziegler Mitglied des Vorstands der Deutschen Mathematiker-Vereinigung (DMV) und Herausgeber der Mitteilungen der DMV. Er war von 2006 bis 2008 ihr Präsident und 2008 in koordinierender Funktion mit der Ausgestaltung des Wissenschaftsjahrs der Mathematik betraut.
Gemeinsam mit Martin Aigner schrieb er Das BUCH der Beweise, ursprünglich auf Englisch unter dem Titel Proofs from THE BOOK, in dem, angeregt von Paul Erdős, der scherzhaft von einem solchen idealen Buch im Besitz Gottes sprach, verschiedene sich durch Eleganz auszeichnende Beweise vor allem zur Kombinatorik gesammelt sind. Für dieses Buch erhielt er gemeinsam mit Martin Aigner den Leroy P. Steele Prize 2018 for Mathematical Exposition der American Mathematical Society.
2012 beendete er aus Protest gegen die Preispolitik des Verlags Elsevier seine Mitherausgeberschaft der Zeitschriften European Journal of Combinatorics und Journal of Combinatorial Theory, Series A.
In den Mitteilungen der DMV veröffentlicht er die Kolumne Mathematik im Alltag.
Vom 1. Juli 2016 bis zum 1. Juli 2018 war Ziegler Chair der Berlin Mathematical School.

## Kritik
Ron Prosor, israelischer Botschafter der Regierung Netanjahu in Deutschland, schrieb im Zusammenhang mit einem geplanten Auftritt der umstrittenen UN-Sonderberichterstatterin Francesca Albanese an der Freien Universität an Ziegler, dass er an der FU zunehmend „Gewalt gegen jüdische Studierende“ und in besetzten Hörsälen verbreitete „Terror-Propaganda“ wahrnehme. Auch die Werteinitiative jüdisch-deutsche Positionen verfasste einen offenen Brief an Ziegler. Nach öffentlichem Druck und einer Aufforderung des Regierenden Bürgermeisters Kai Wegner sagte Ziegler die Veranstaltung angesichts der „nicht kalkulierbaren Sicherheitslage“ ab. Er plädierte für Wissenschaftsfreiheit; diese sei: „ein grundgesetzlich geschütztes Gut, welches man nicht hoch genug bewerten kann. Politische und öffentliche Einflussnahme und zunehmende Polarisierung schaden der Wissenschaft.“ Die Rechtswissenschaftlerin Isabel Feichtner kritisierte daraufhin im Verfassungsblog, Ziegler habe die akademische Freiheit nur mit Worten, nicht aber mit Taten verteidigt.

## Ehrungen, Auszeichnungen und Mitgliedschaften
- Goldmedaille bei der Internationalen Mathematik-Olympiade, 1981
- Stipendiat in die Studienstiftung des deutschen Volkes, 1981[3]
- Bundessieg bei Jugend forscht im Gebiet Mathematik/Informatik mit einer Arbeit Vierfarbige Probleme. Nachbargebiete und Kartenfärbung in drei und mehr Dimensionen, 1982[17]
- Literaturpreis der Schwulen Buchläden für Fragmente einer Legende, 1993
- Gerhard-Hess-Preis der Deutschen Forschungsgemeinschaft (DFG), 1994
- Gottfried-Wilhelm-Leibniz-Preis der DFG, 2001
- 2002 war er Gastredner auf dem Internationalen Mathematikerkongress in Peking (Face numbers of 4-polytopes and 3-spheres).
- 2005 Gauß-Vorlesung der DMV
- Chauvenet-Preis der Mathematical Association of America (MAA) (gemeinsam mit Florian Pfender), 2006
- Communicator-Preis, 2008
- Mitglied der Leopoldina, seit 2009[18][19]
- Er ist Fellow der American Mathematical Society.
- Hector Wissenschaftspreis[20] und Mitglied der Hector Fellow Academy[21], 2013
- 2014 war er Eingeladener Sprecher auf dem ICM in Seoul (Teaching and learning „What is Mathematics“) und Mitglied im Auswahlkomitee[22] für die in diesem Jahr verliehenen Fields-Medaillen.
- 2017 Berliner Wissenschaftspreis
- 2024: Ehrendoktortitel der Universität Freiburg (Schweiz)[23]

## Bücher
- Lectures on Polytopes (= Graduate Texts in Mathematics. 152). Springer, New York NY u. a. 1995, ISBN 0-387-94365-X.
- Lectures on Polytopes. Corrected and updated printing (= Graduate Texts in Mathematics. Band 152). Springer, New York / Heidelberg / Dordrecht / London 2007, ISBN 978-0-387-94329-9, doi:10.1007/978-1-4613-8431-1.
- Mit Martin Aigner: Proofs from THE BOOK. Springer, Berlin u. a. 1998, ISBN 3-540-63698-6 (6th edition. ebenda 2018, ISBN 978-3-662-57264-1).
  - Mit Martin Aigner: Das BUCH der Beweise. Springer, Berlin u. a. 2002, ISBN 3-540-40185-7 (deutsche Ausgabe von Proofs from the Book. 5. Auflage. ebenda 2018, ISBN 978-3-662-57766-0).
- Als Herausgeber mit Ehrhard Behrends, Peter Gritzmann: π & Co. Kaleidoskop der Mathematik. Springer, Berlin u. a. 2008, ISBN 978-3-540-77888-2.
- Darf ich Zahlen? Geschichten aus der Mathematik. Piper, München u. a. 2010, ISBN 978-3-492-05346-4.
- Mathematik – Das ist doch keine Kunst! Albrecht Knaus, München 2013, ISBN 978-3-8135-0584-9.
- Mit Andreas Loos und Rainer Sinn: Panorama der Mathematik. Springer, Berlin 2022, ISBN 978-3-662-54872-1.

## Schriften (Auswahl)
- Mit Rade T. Živaljević: Homotopy types of subspace arrangements via diagrams of spaces. In: Mathematische Annalen. Band 295, Nr. 3, 1993, S. 527–548.
- Generalized Kneser coloring theorems with combinatorial proofs. In: Inventiones Mathematicae. Band 147, Nr. 3, 2002, S. 671–691, doi:10.1007/s002220100188.
- Mit Bruno Benedetti: On locally constructible spheres and balls. In: Acta Mathematica. Band 206, Nr. 2, 2011, S. 205–243, (online).
- Mit Karim A. Adiprasito: Many projectively unique polytopes. In: Inventiones Mathematicae. Band 199, Nr. 3, 2015, S. 581–652, doi:10.1007/s00222-014-0519-y.
- Mit Pavle V. M. Blagojević, Benjamin Matschke: Optimal bounds for the colored Tverberg problem. In: Journal of the European Mathematical Society. Band 17, Nr. 4, 2015, S. 739–754, doi:10.4171/JEMS/516.